# 1323
- Wikisource

| Calendário gregoriano                                                        | 1323 MCCCXXIII                                        |
| Ab urbe condita                                                              | 2076                                                  |
| Calendário arménio                                                           | 772 – 773                                             |
| Calendário bahá'í                                                            | -521 – -520                                           |
| Calendário budista                                                           | 1867                                                  |
| Calendário chinês                                                            | 4019 – 4020 Início a 6 de fevereiro (aproximadamente) |
| Calendário copta                                                             | 1039 – 1040                                           |
| Calendário etíope                                                            | 1315 – 1316                                           |
| Calendários hindus - Vikram Samvat - Calendário nacional indiano - Cáli Iuga | 1378 – 1379 1244 – 1245 4423 – 4424                   |
| Calendário Holoceno                                                          | 11323                                                 |
| Calendário islâmico                                                          | 723 – 724                                             |
| Calendário judaico                                                           | 5083 – 5084                                           |
| Calendário persa                                                             | 701 – 702                                             |
| Calendário rúnico                                                            | 1573                                                  |
| Calendário solar tailandês                                                   | 1866                                                  |

1323 (MCCCXXIII, na numeração romana) foi um ano comum do século XIV do Calendário Juliano, da Era de Cristo, a sua letra dominical foi B (52 semanas), teve início a um sábado e terminou também a um sábado.
No reino de Portugal estava em vigor a Era de César que já contava 1361 anos.
| Ano completo                   |
| ------------------------------ |
| Ano comum com início ao sábado |

## Eventos
- D. Dinis confronta-se com D. Afonso IV no que se passou a designar como Batalha de Alvalade, que seria interrompida antes do seu início pela Rainha Santa Isabel.